# Daniel Baal
Pour les articles homonymes, voir Baal (homonymie).
Daniel Baal, né le 27 décembre 1957 à Strasbourg, est un dirigeant français. Il est le président de Crédit Mutuel Alliance Fédérale et de la Confédération nationale du Crédit Mutuel depuis avril 2024. Il est également président du CIC.
Par le passé, Daniel Baal s’est impliqué dans le cyclisme, tant au niveau de la Fédération française de cyclisme, dont il a été président de 1993 à 2001, que de la Société du Tour de France, dont il a été le numéro 2.

## Biographie

### Enfance et jeunesse
Daniel Baal est le fils de Joseph Eugène Baal et Suzanne Schuler. Il s'intéresse très jeune au cyclisme et obtient sa première licence de coureur à 14 ans. Dans les années 1970, il se distingue dans des compétitions régionales, remportant neuf victoires sur route et une vingtaine sur piste. Il participe notamment aux Championnats de France de cyclisme sur piste avec l’équipe d’Alsace.
Il obtient un BTS commerce et distribution en 1977, et est diplômé d'un master management de l'EDC Paris Business School (anciennement École des cadres).

### Crédit mutuel
Daniel Baal rejoint le Crédit mutuel en 1979, au service de la Banque Fédérative Crédit Mutuel (BFCM). Il y exerce diverses fonctions jusqu’en 2001, dont celles de directeur de la Caisse de Crédit Mutuel Mulhouse Europe et de responsable des engagements de la direction régionale Sud-Alsace Franche-Comté.
Il revient au Crédit Mutuel en 2004 comme directeur général de la Fédération d’Île-de-France. En 2010, il est nommé directeur général adjoint de la Confédération nationale du Crédit mutuel puis en 2014, du Crédit industriel et commercial (CIC). En 2015, il est également nommé directeur général de la Caisse centrale du Crédit mutuel,. 
Depuis juin 2017, Daniel Baal dirige Crédit Mutuel Alliance Fédérale  et, à ce titre, est directeur général de la Caisse Fédérale de Crédit Mutuel, de la Fédération du Crédit Mutuel Centre Est Europe, de la Banque fédérative du Crédit mutuel et du CIC,.
Le 27 février 2024, Nicolas Théry annonce qu'il souhaite quitter ses mandats et propose pour lui succéder son directeur général, Daniel Baal.

### Engagement pour le cyclisme
Daniel Baal rejoint la Fédération française de cyclisme en 1985 en tant que président du Comité d’Alsace, puis devient trésorier général de la FFC en 1989. En 1993, Il est élu président de la Fédération française de cyclisme, puis réélu en 1997, jusqu'en 2001. En 1999, il est mis en examen dans l'affaire Festina, puis bénéficie d'un non-lieu. Le dopage érigé en système l'a bouleversé.
À partir d'octobre 2001, il a été successivement directeur général adjoint de la Société du Tour de France et directeur des activités « cyclisme » chez Amaury Sport Organisation (ASO). Il est alors pressenti pour succéder à Jean-Marie Leblanc, directeur du Tour de France, mais il quitte l'ASO en 2004.
Membre du comité directeur et trésorier de l'Union européenne de cyclisme (UEC) depuis août 1993, il a aussi assumé la tâche de président de la commission VTT (MTB) de l'Union cycliste internationale de 2001 à 2009 et est nommé président de la Commission BMX en 2003. Il a été vice-président de l'UCI de 1997 à 2001.
Daniel Baal a beaucoup œuvré pour la lutte contre le dopage, notamment en imposant le suivi médical longitudinal contrôlé (SMLC) des coureurs français.

## Publications
- Daniel Baal, Droit dans le mur : le cyclisme mis en examen, Glénat, octobre 1999, 317 p. (ISBN 978-2-7234-3090-6)
- Daniel Baal, Tour de France, rêves et réalités, City Editions, mai 2004, 272 p. (ISBN 978-2-7234-3090-6)